# A’rab ar Ramadin ash Shamali
A’rab ar Ramadin ash Shamali, en arabe : عَرَب الرَماضِني الشَمَيل, est un village du gouvernorat de Qalqilya en Palestine.
Selon le recensement du bureau central palestinien des statistiques, la localité compte une population de 84 habitants en 2017.